# Wielersport op de Olympische Zomerspelen 1936
De wielersport is een van de sporten die beoefend werden tijdens de Olympische Zomerspelen 1936 in Berlijn.

## Heren

### baan

#### tijdrit, 1000 m
| rang   | sporter(s)     | land | tijd      |
| ------ | -------------- | ---- | --------- |
| Goud   | Arie van Vliet | NED  | OR 1:12.0 |
| Zilver | Pierre Georget | FRA  | 1:12.8    |
| Brons  | Rudolf Karsch  | GER  | 1:13.2    |
| 4      | Benedetto Pola | ITA  | 1:13.6    |
| 5      | László Orczán  | HUN  | 1:14.0    |
| 5      | Arne Pedersen  | DEN  | 1:14.0    |
| 7      | Raymond Hicks  | GBR  | 1:14.8    |
| 8      | George Giles   | NZL  | 1:15.0    |
| 8      | Edy Baumann    | SUI  | 1:15.0    |

#### sprint, 1000 m
| rang   | sporter(s)     | land | tijd      |
| ------ | -------------- | ---- | --------- |
| Goud   | Toni Merkens   | GER  | 11.8 11.8 |
| Zilver | Arie van Vliet | NED  |           |
| Brons  | Louis Chaillot | FRA  | 12.2 12.0 |
| 4      | Benedetto Pola | ITA  |           |
| 5      | Henri Collard  | BEL  |           |
| 5      | Dunc Gray      | AUS  |           |
| 5      | Karl Magnussen | DEN  |           |
| 5      | Werner Wägelin | SUI  |           |

#### tandem, 2000 m
| rang   | sporter(s)                     | land | tijd      |
| ------ | ------------------------------ | ---- | --------- |
| Goud   | Ernst Ihbe Carl Lorenz         | GER  | 11.0 11.0 |
| Zilver | Bernard Leene Henk Ooms        | NED  |           |
| Brons  | Pierre Georget Georges Maton   | FRA  | 11.0 11.0 |
| 4      | Carlo Legutti Bruno Loatti     | ITA  |           |
| 5      | François Cools Roger Pirotte   | BEL  |           |
| 5      | Heino Dissing Bjørn Stieler    | DEN  |           |
| 5      | Ernest Chambers John Sibbit    | GBR  |           |
| 5      | William Logan Albert Sellinger | USA  |           |

#### ploegachtervolging, 4000 m
| rang   | sporter(s)                                                       | land | tijd   |
| ------ | ---------------------------------------------------------------- | ---- | ------ |
| Goud   | Roger-Jean Le Nizerhy Robert Charpentier Jean Goujon Guy Lapébie | FRA  | 4:45.0 |
| Zilver | Severino Rigoni Bianco Bianchi Mario Gentili Armando Latini      | ITA  | 4:51.0 |
| Brons  | Ernest Mills Harry Hill Ernest Johnson Charles King              | GBR  | 4:53.6 |
| 4      | Erich Arndt Heinz Hasselberg Heiner Hoffmann Karl Klöckner       | GER  | 6:04.0 |
| 5      | Walter Richli Ernst Fuhrimann Albert Kägi Werner Wägelin         | SUI  |        |
| 6      | Frans Alexandre François Cools Auguste Garrebeek Armand Putzeys  | BEL  |        |
| 7      | István Liszkay Miklós Németh László Orczán Ferenc Pelvássy       | HUN  |        |
|        | Arne Pedersen Knud Friis Helge Jacobsen Hans Nielsen             | DEN  | DNF    |

### weg

#### individueel
Afstand: 100 km
| rang   | sporter(s)         | land | tijd      |
| ------ | ------------------ | ---- | --------- |
| Goud   | Robert Charpentier | FRA  | 2:33:05.0 |
| Zilver | Guy Lapébie        | FRA  | 2:33:05.2 |
| Brons  | Ernst Nievergelt   | SUI  | 2:33:05.8 |
| 4      | Fritz Scheller     | GER  | 2:33:06.0 |
| 4      | Charles Holland    | GBR  | 2:33:06.0 |
| 4      | Robert Dorgebray   | FRA  | 2:33:06.0 |
| 7      | Pierino Favalli    | ITA  | 2:33:06.2 |
| 8      | Auguste Garrebeek  | BEL  | 2:33:06.6 |
| 8      | Armand Putzeys     | BEL  | 2:33:06.6 |
| 8      | Talat Tunçalp      | TUR  | 2:33:06.6 |

#### ploegen
De tijden van de 3 best geklasseerde renners per land van de individuele wegwedstrijd werden bij elkaar opgeteld.
| rang   | sporter(s)                                            | land | tijd                          | totale tijd |
| ------ | ----------------------------------------------------- | ---- | ----------------------------- | ----------- |
| Goud   | Robert Charpentier Guy Lapébie Robert Dorgebray       | FRA  | 2:33:05.0 2:33:05.2 2:33:06.0 | 7:39:16.2   |
| Zilver | Ernst Nievergelt Edgar Buchwalder Kurt Ott            | SUI  | 2:33:05.8 2:33:07.0 2:33:07.6 | 7:39:20.4   |
| Brons  | Auguste Garrebeek Armand Putzeys François Vandermotte | BEL  | 2:33:06.6 2:33:08.0           | 7:39:21.2   |
| 4      | Pierino Favalli Glauco Servadei Corrado Ardizzoni     | ITA  | 2:33:06.2 2:33:07.8 2:33:08.0 | 7:39:22.0   |
| 5      | Virgilius Altmann Hans Höfner Hans Schnalek           | AUT  | 2:33:08.0                     | 7:39:24.0   |

De wegwedstrijd eindigde in een massasprint, de jury was niet in staat de meeste renners te klasseren. Hierdoor was het niet mogelijk meer dan 5 ploegen te klasseren. De overige deelnemende ploegen werd alle een 6de plaats toegekend.

## Medaillespiegel
| rang   | land             | goud | zilver | brons | totaal |
| ------ | ---------------- | ---- | ------ | ----- | ------ |
| 1      | Frankrijk        | 3    | 2      | 2     | 7      |
| 2      | Duitsland        | 2    | 0      | 1     | 3      |
| 3      | Nederland        | 1    | 2      | 0     | 3      |
| 4      | Zwitserland      | 0    | 1      | 1     | 2      |
| 5      | Italië           | 0    | 1      | 0     | 1      |
| 6      | België           | 0    | 0      | 1     | 1      |
| 6      | Groot-Brittannië | 0    | 0      | 1     | 1      |
| totaal | totaal           | 6    | 6      | 6     | 18     |